# Mixed Oxides of Nitrogen
Der Begriff Mixed Oxides of Nitrogen (meistens abgekürzt zu MON) kommt aus dem Englischen und bedeutet „Gemischte Stickstoffoxide“.
Es handelt sich um Lösungen von Stickstoffmonoxid (NO) in Distickstofftetroxid/Stickstoffdioxid (N2O4 / NO2). Sie können als lagerfähiger Oxidator, beispielsweise in Raketentriebwerken, verwendet werden. Eine Vielzahl von Mischungsverhältnissen ist in Gebrauch, die oftmals als MONi bezeichnet werden. Hierbei gibt i den prozentualen Gewichtsanteil des Stickstoffmonoxids in dem Gemisch an. MON1 enthält beispielsweise 1 % Stickstoffmonoxid und MON3 3 % Stickstoffmonoxid. In der Raumfahrt wird für Raketenantriebe üblicherweise MON 1 oder MON 3 benutzt.
Zur Herstellung wird das gasförmige Stickstoffmonoxid in flüssigem Distickstofftetroxid/Stickstoffdioxid gelöst. Es handelt sich dabei jedoch nicht um ein einfaches Gemisch, sondern es findet eine reversible Gleichgewichtsreaktion zwischen Stickstoffmonoxid, dem farblosen Distickstofftetroxid und dem rotbraunen Stickstoffdioxid zum blauen Distickstofftrioxid statt. Zugleich verändert sich die Farbe des Gemischs von rotbraun mit zunehmender Zugabe von Stickstoffmonoxid in Richtung Grün.
N2O4  ⇌  2NO2
NO2 + NO  ⇌  N2O3
In der flüssigen Phase ist kein freies Stickstoffmonoxid enthalten, nur in der Gasphase. Das Gleichgewicht verschiebt sich bei Änderungen von Konzentration, Temperatur und Druck. Bei einem stöchiometrischen Verhältnis von über 1:1, das entspricht etwas mehr als 40 % Gewichtsanteil, verschiebt sich die Reaktion komplett in Richtung Distickstofftrioxid und es bleibt kein Distickstofftetroxid/Stickstoffdioxid in der flüssigen Phase übrig und die Flüssigkeit wird blau. 
Der Schmelzpunkt des Gemisches (MON) aus Stickstoffmonoxid und Distickstofftetroxid ist wesentlich geringer als der des reinen Distickstofftetroxids von −11 °C (Gefrierpunktserniedrigung). Auch führt eine Erhöhung des NO-Anteils zu einer geringeren Korrosivität des Treibstoffes. Es zeigte sich, dass diese Mischung die in der Raumfahrt üblichen Titantanks nicht angreift, während reines Distickstofftetroxid zur Spannungsrisskorrosion neigt. In den Anfangsjahren der Raumfahrt war dieser Zusammenhang unbekannt, da das verwendete Distickstofftetroxid bereits produktionsbedingt Spuren von NO als Verunreinigung enthielt.
Mit steigendem Stickstoffmonoxid-Anteil steigen die Herstellungskosten stark an und die Oxidationskraft nimmt ab. Das Maximum ist MON 40.

## Gefahren
MON ist wie seine Bestandteile Stickstoffmonoxid und Distickstofftetroxid bzw. Stickstoffdioxid und das Reaktionsprodukt Distickstofftrioxid sehr giftig, brandfördernd und wie Stickstoffmonoxid auch ätzend.